# Fürgebogárfélék
A fürgebogárfélék (Anthicidae) a rovarok (Insecta) osztályában a bogarak (Coleoptera) rendjébe, azon belül a mindenevő bogarak (Polyphaga) alrendjébe tartozó család.

## Rendszerezés
A családba az alábbi alcsaládokat sorolják:
- Afreminae Levey, 1985
- Anthicinae Latreille, 1819
- Copobaeninae Abdullah, 1969
- Eurygeniinae LeConte, 1862
- Ischaliinae Blair, 1920
- Lagrioidinae Abdullah et Abdullah, 1968
- Lemodinae Lawrence et Britton, 1991
- Macratriinae LeConte, 1862
- Steropinae Jacquelin du Val, 1863
- Tomoderinae Bonadona, 1961

## Fordítás
- Ez a szócikk részben vagy egészben  a   Sandbiller című norvég Wikipédia-szócikk fordításán alapul.  Az eredeti cikk szerkesztőit annak laptörténete sorolja fel. Ez a jelzés csupán a megfogalmazás eredetét és a szerzői jogokat jelzi, nem szolgál a cikkben szereplő információk forrásmegjelöléseként.